# Бацазов, Юрий Азмадиевич
Ю́рий Азмади́евич Баца́зов (18 января 1941, Заманкул, Северо-Осетинская АССР — 2 сентября 2024) — советский и российский оперный певец (баритон). Заслуженный артист РСФСР (1989). Народный артист РФ (1997).
Лауреат Государственной премии Республики Северная Осетия-Алания им. К. Л. Хетагурова (2005). Солист Северо-Осетинского театра оперы и балета.

## Биография
Родился 18 января 1941 года в селе Заманкул, Северо-Осетинской АССР. Обучался в Орджоникидзевском музыкальном училище, затем в Саратовской государственной консерватории им. Л. В. Собинова (класс профессора А. И. Быстрова). По окончании консерватории был принят в оперную труппу Саратовского государственного театра оперы и балета. В настоящее время солист Северо-Осетинского государственного театра оперы и балета. Лучшие партии Бацазова — Алеко в одноименной опере Рахманинова, Амран в «Оллане» Габараева, Коста в одноименной опере Христофора Плиева.
Умер 2 сентября 2024 года в возрасте 83 лет.

## Партии
- Алеко («Алеко», С. Рахманинов)
- Жермон («Травиата», Дж. Верди)
- Ренато («Бал-маскарад», Дж. Верди)
- Риголетто («Риголетто», Дж. Верди)
- Фигаро («Севильский цирюльник», Дж. Россини)
- Валентин («Фауст» Ш. Гуно)
- Томский («Пиковая Дама» П. Чайковский)
- Эбн-Хакиа («Иоланта» П. Чайковский)
- Коста («Коста», Х. Плиев)
- Амран («Оланна», И. Габараев)
- Амонасро («Аида», Дж. Верди)

## Награды и звания
- Орден Дружбы народов (1985)
- Народный артист России (1997)
- Заслуженный артист РСФСР (1989)
- Отличник Министерства культуры СССР
- Медаль Во Славу Осетии
- Народный артист Северо-Осетинской АССР